# Choose or Die
Choose or Die ist ein britischer Horrorfilm von Toby Meakins aus dem Jahr 2022. Der Film wurde am 15. April 2022 über die Streaming-Plattform Netflix veröffentlicht.

## Handlung
Hal ist Sammler seltener Videospiele. Immer, wenn es in seiner Familie mal wieder zum Streit kommt, zieht er sich in sein Spielezimmer zurück. Als er eine Kopie des interaktiven Textadventures CURS>R erhält, beginnt er eine Partie. Doch er muss feststellen, dass Antworten in dem Spiel, das nur aus Entscheidungsfragen besteht, Auswirkungen auf die reale Welt haben. Seine Familie wird dabei verletzt.
Drei Monate später besucht die College-Studentin Kayla ihren besten Freund Isaac, einen Computer-Geek. Kayla, die neben der Schule als Putzfrau arbeitet und deren Mutter nach dem Tod ihres Bruders schwer drogenabhängig ist, lernt von Isaac programmieren. In seiner Krimskrams-Schublade entdeckt sie eine Kopie des Spiels CURS>R. Auf der Packung ist eine Telefonnummer abgedruckt, die die beiden gleich anrufen. Am anderen Ende meldet sich die Stimme von Robert Englund auf einem Anrufbeantworter, die den beiden 125.000 US-Dollar anbietet, wenn sie das Spiel zu Ende spielen.
Isaac und Kayla verabreden sich in einem Café. Als Isaac nicht auftaucht, beginnt Kayla das Spiel alleine. Auch hier haben die Antworten Auswirken auf das reale Leben. Der erste Level endet damit, dass die Bedienung gegen ihren Willen Glas isst und verstirbt. Das Spiel endet damit, dass Runde 2 um die gleiche Uhrzeit am nächsten Tag startet. Kayla zerstört das Tape und berichtet Isaac davon, der ihr aber nicht glaubt.
Als Kayla am nächsten Tag ihre Schicht als Putzkraft beginnt, aktiviert sich das Spiel selbst. Kaylas Mutter wird von einem Schwarm Ratten attackiert und Kayla muss sie aus dem Labyrinth ihrer Wohnung herauslotsen. Das Spiel endet damit, dass sich ihre Mutter aus dem Fenster stürzt und schwer verletzt im Krankenhaus landet.
Kayla besucht wieder Isaac, der ihr nun glaubt. Sie versuchen den Code des Spiels zu knacken. Kayla muss den Tod ihres Bruders nacherleben, es gelingt ihr aber, auch diesen Level zu beenden. Währenddessen findet Isaac über einen Hack den Ort, wo das Spiel hergestellt wurde. Dort finden sie ein Video, das zeigt, wie Beck, der Gamedesigner, einen Fluch in das Spiel integrierte. Als sie den Umkehrspruch finden, saugt das Spiel Isaac ein und Kayla soll ihn retten. Doch das Spiel betrügt und Isaac stirbt trotzdem. Damit hat Kayla den vierten Level geschafft und muss sich nun mit dem Endboss auseinandersetzen.
Das Spiel lotst sie über Koordinaten zum Anwesen von Hal, der seine Familie mit dem Spiel terrorisiert. Es kommt zu einem Duell der beiden, bei dem die Schmerzen vertauscht sind. Das heißt, wenn Hal sich verletzt, verspürt Kayla die Schmerzen. Das Spiel endet, als sich Kayla in den Pool wirft und so Hal ertrinkt. Kayla erhält damit die komplette Kontrolle über den Fluch und nutzt dies, um den Dealer ihrer Mutter zu töten, womit sie beider Leben rettet. 
Am Ende stellt sich heraus, dass das Gebäude, in dem Kayla arbeitet, Beck gehört. Dieser fragt sie, wer als Nächstes leiden soll, und sie antwortet, dass ab jetzt nur noch die sterben, die es verdienen.

## Hintergrund
Der Film basiert ursprünglich auf einer geplanten Miniserie für die Mobilgeräte-Plattform Quibi, die jedoch nie realisiert wurde. Das Produktdesign des Spiels enthält Anspielungen auf die Computerspielkultur der 1980er und ist als Retrogame umgesetzt. Der Film wurde in London gedreht. Die Musik wurde von Liam Howlett geschrieben. Es ist dessen erster Soundtrack außerhalb von The Prodigy.
Die Exklusivrechte wurden von Netflix aufgekauft, wo der Film am 15. April 2022 weltweit Premiere hatte.

## Rezensionen
Am Veröffentlichungswochenende stieg der Film in die Netflix-Top-10 ein. Jedoch waren sowohl das Kritiker- als auch das Publikumsurteil eher verhalten.
Das Lexikon des internationale Films urteilte: „Ein Teen-Horrorfilm als Hommage auf die Games- und Genrefilmkultur der 1980er, der sich schwertut, aus seiner Prämisse eine tragende Story zu entwickeln. Als grausig-fantastisch überhöhtes Stimmungsbild einer Teenagerin, der das Leben keine Perspektiven, sondern nur die Wahl zwischen Schlimmem und Schlimmerem lässt, hat der Film aber doch Suggestivkraft.“
Auf Kinofans.com schrieb Peter Osteried, dass die Prämisse des Films besser sei als das tatsächliche Endergebnis. Der Film sei „[k]ein überragender, aber durchaus guter Horrorfilm, der mit ein paar bekannten Versatzstücken arbeitet, bisweilen aber auch den einen oder anderen originellen Gedanken einbringt. Alles in allem gute Genre-Kost.“